# Massimiliano Aldi
Massimiliano Aldi (Isola del Giglio, 8 giugno 1967) è un ex cestista italiano.

## Carriera
Ha militato per otto stagioni in Serie A1 con squadre di Livorno, Milano e Bologna sponda Fortitudo, dove era soprannominato il "Sindaco".
È stato convocato con l'Italia under 19 ai campionati mondiali di Bormio 1987, durante il quale ha guadagnato la medaglia di bronzo alle spalle della Jugoslavia e degli Stati Uniti.

## Palmarès
- Campionato italiano: 1

Olimpia Milano: 1988-89
- Coppa dei Campioni: 1

Olimpia Milano: 1987-88
- Coppa Intercontinentale: 1

Olimpia Milano: 1987
- Coppa Italia: 1

Scaligera Verona: 1991
- Mondiali U-19

Bormio 1987:  Bronzo